# Craterul Rochechouart
Rochechouart este un crater de impact meteoritic în Franța.

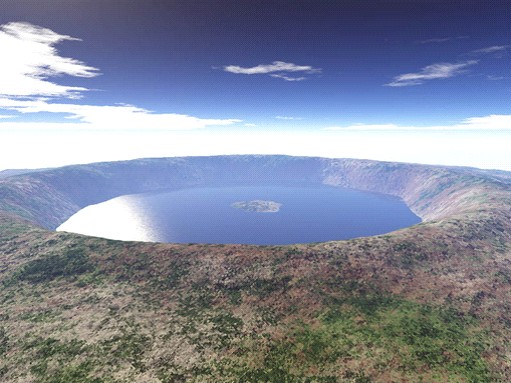
Imagini CGI ale craterului Rochechouart la scurt timp după formarea sa.

## Date generale
Craterul are o profunzime (adâncime) de 700 metri, diametrul său este încă în studiu, dar se așteaptă să fie de aproximativ 21 km și estimarea sa privind vârsta este de 214 ± 8 milioane de ani, plasându-se în perioada triasicului superior. Meteoritul care a creat acest crater avea un diametru de aproximativ 1,5 km, viteza sa a fost între 11 și 23 km/s iar densitatea sa era de aproximativ 3350 kg/m³. De atunci craterul a fost profund erodat, și nicio urmă din morfologia sa de la suprafața originală nu mai este vizibilă.
Centrul său este situat la vest de cătunul La Judie la 4 km de Rochechouart, în departamentul Haute-Vienne; suprafața sa extinsă include comunele și satele din Rochechouart, Chaillac, Étagnac, Pressignac, Lésignac-Durand, Saint-Quentin-sur-Charente, Chéronnac, Chassenon și Chabanais.
Rămășițele acestei astrobleme au fost un subiect major de dezbatere între geologi de la descoperirea lor în secolul al XIX-lea. Explicația a fost dată doar în 1969 de geologul francez François Kraut, care a demonstrat originea de impact a breciei.
Craterul de impact Rochechouart a fost primul crater a cărei natură a fost dovedită prin determinarea efectelor impactului pe stânci, fără ca vreo caracteristică circulară topografică să fie vizibilă.

## Consecințele impactului
Modul de calcul menționat la Earth Impact Effects Program Arhivat în 5 mai 2010, la Wayback Machine. permite să evalueze efectele impactul devastator.
| Distanța de la centrul de impact | Intensitatea de căldură                                               | Sosirea cutremurului | Intensitatea cutremurului (Scara Mercalli) | Sosirea ejecțiilor | Mărimea medie a ejecțiilor | Grosimea ejecțiilor căzute | Sosirea undei de șoc | Viteza vântului puternic asociat |
| -------------------------------- | --------------------------------------------------------------------- | -------------------- | ------------------------------------------ | ------------------ | -------------------------- | -------------------------- | -------------------- | -------------------------------- |
| 50 km                            | de 650 ori fluxul solar (combustie spontană a tot ceea ce poate arde) | 10 s                 | 10–11 (totul e distrus)                    | 1 min 30 s         | 85 cm                      | 3,2 m                      | 2 min 30 s           | 2750 km/h (Mach 2,5)             |
| 100 km                           | de 156 ori fluxul solar (arsuri extreme)                              | 20 s                 | 7–8                                        | 2 min 30 s         | 13,4 cm                    | 40 cm                      | 5 min                | 1100 km/h (Mach 1)               |
| 200 km                           | de 33 ori fluxul solar (arsuri de gradul 3)                           | 40 s                 | 7–8                                        | 3 min 30 s         | 2,1 cm                     | 5 cm                       | 10 min               | 385 km/h (Flora devastată)       |
| 300 km                           | de 10 ori fluxul solar (arsuri de gradul 2)                           | 1 min                | 6–7                                        | 4 min 15 s         | < 1 cm                     | 1,5 cm                     | 15 min               | 200 km/h                         |
| 400 km                           | de 2 ori fluxul solar (nu arde)                                       | 1 min 20 s           | 6–7                                        | 5 min              | < 0,5 cm                   | < 1 cm                     | 20 min               | 110 km/h                         |
| 500 km                           | niciun efect                                                          | 1 min 40 s           | 4–5                                        | 5 min 30 s         | < 2 mm                     | < 5 mm                     | 25 min               | 90 km/h                          |
| 1000 km                          | niciun efect                                                          | 3 min 2 s            | 1–2 (abia perceptibil)                     | 8 min 20 s         | < 1 mm                     | < 1 mm                     | 50 min               | 35 km/h                          |

## Ipoteza impactului multiplu

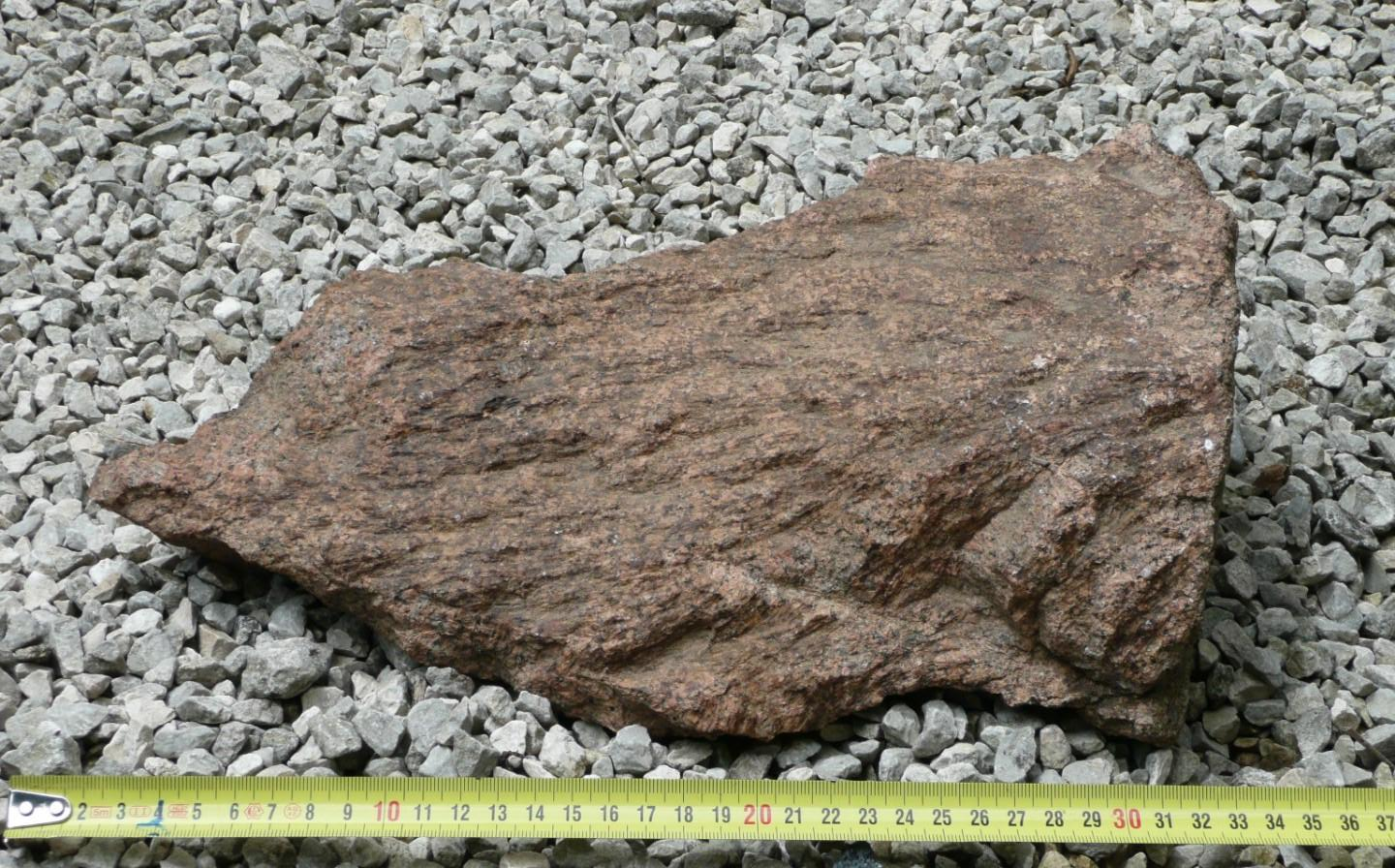
Un con de 30 cm din granit Saint Gervais găsit în apropiere de centrul de impact.

S-a sugerat de către David Rowley geofizician de la Universitatea Chicago, care lucrează cu John Spray de la Universitatea din New Brunswick și Kelley Simon de la Open University, că Rochechouart a fost poate parte a unui eveniment ipotetic de impact multiplu care a format, de asemenea, craterul Manicouagan în nordul Quebec, craterul Obolon' în Ucraina, craterul Saint Martin în Manitoba și craterul Red Wing în Dakota de Nord. Toate craterele au fost anterior cunoscute și studiate, dar paleoaliniamentul lor nu a fost niciodată demonstrat. Rowley a spus că șansa, ca aceste cratere să fie aliniate așa din cauza șansei, este aproape zero.